# Deroplia nigrolineata
Deroplia nigrolineata är en skalbaggsart som först beskrevs av Stefan von Breuning 1942.  Deroplia nigrolineata ingår i släktet Deroplia och familjen långhorningar. Inga underarter finns listade i Catalogue of Life.